# Liste des golfes de Tunisie
Voici une liste des golfes de Tunisie (classés du nord au sud) :
- le golfe de Tunis
- le golfe d'Hammamet
- le golfe de Monastir
- le golfe de Gabès
- le golfe de Boughrara

Ils sont tous situés sur la partie orientale du littoral tunisien.

## Cartes

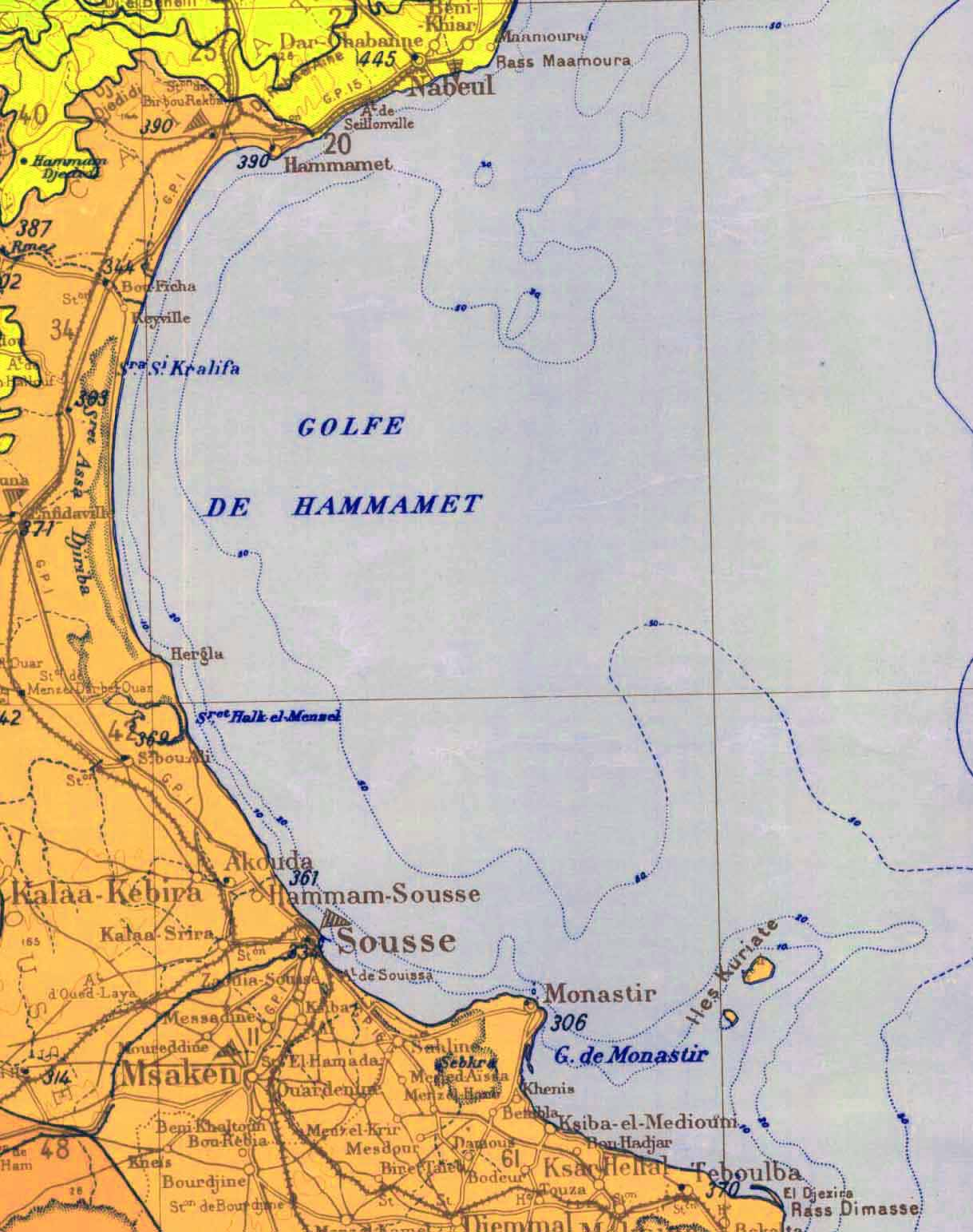
Golfe d'Hammamet : carte topographique
Golfe de Tunis : carte topographique
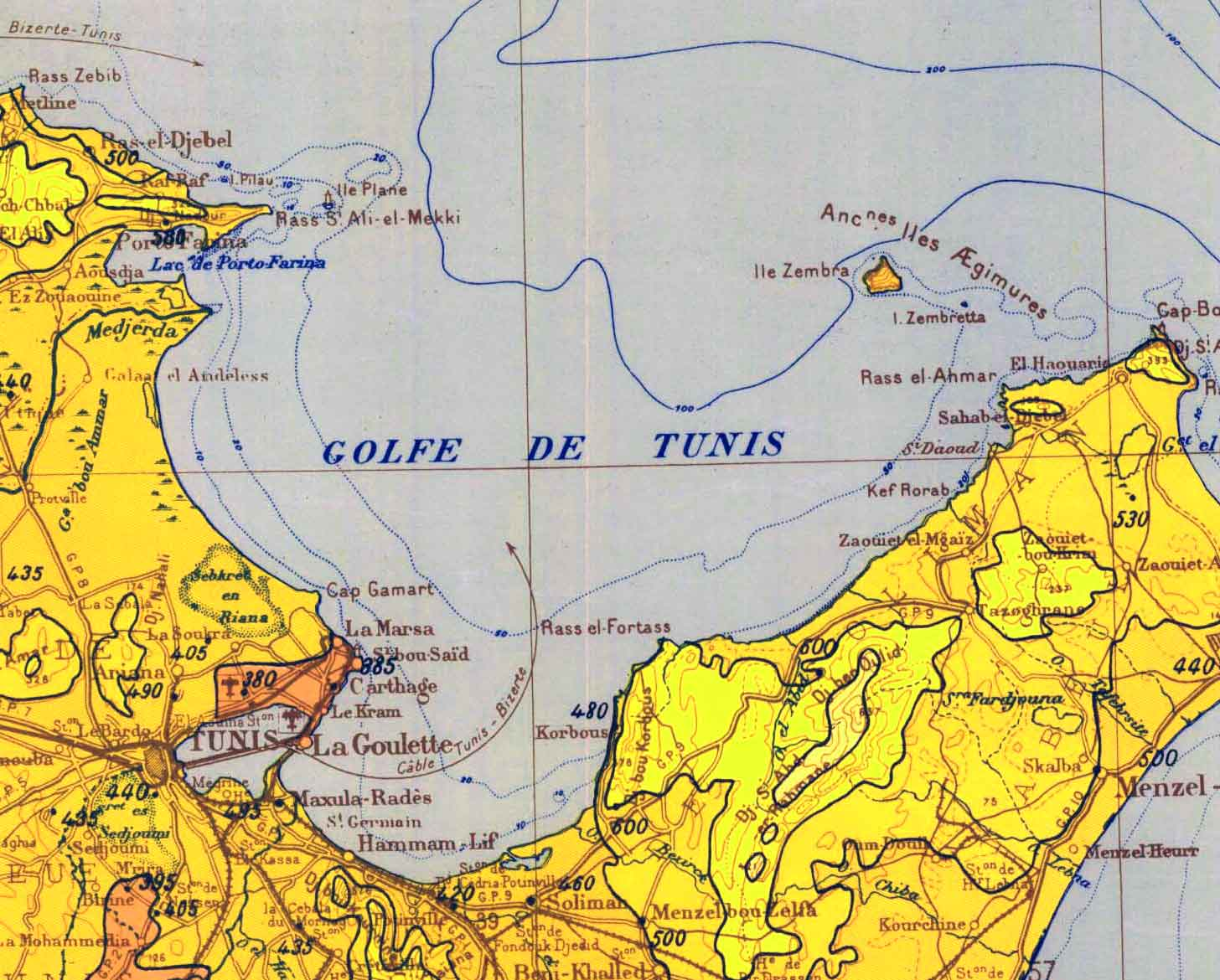
Golfe de Tunis : carte topographique
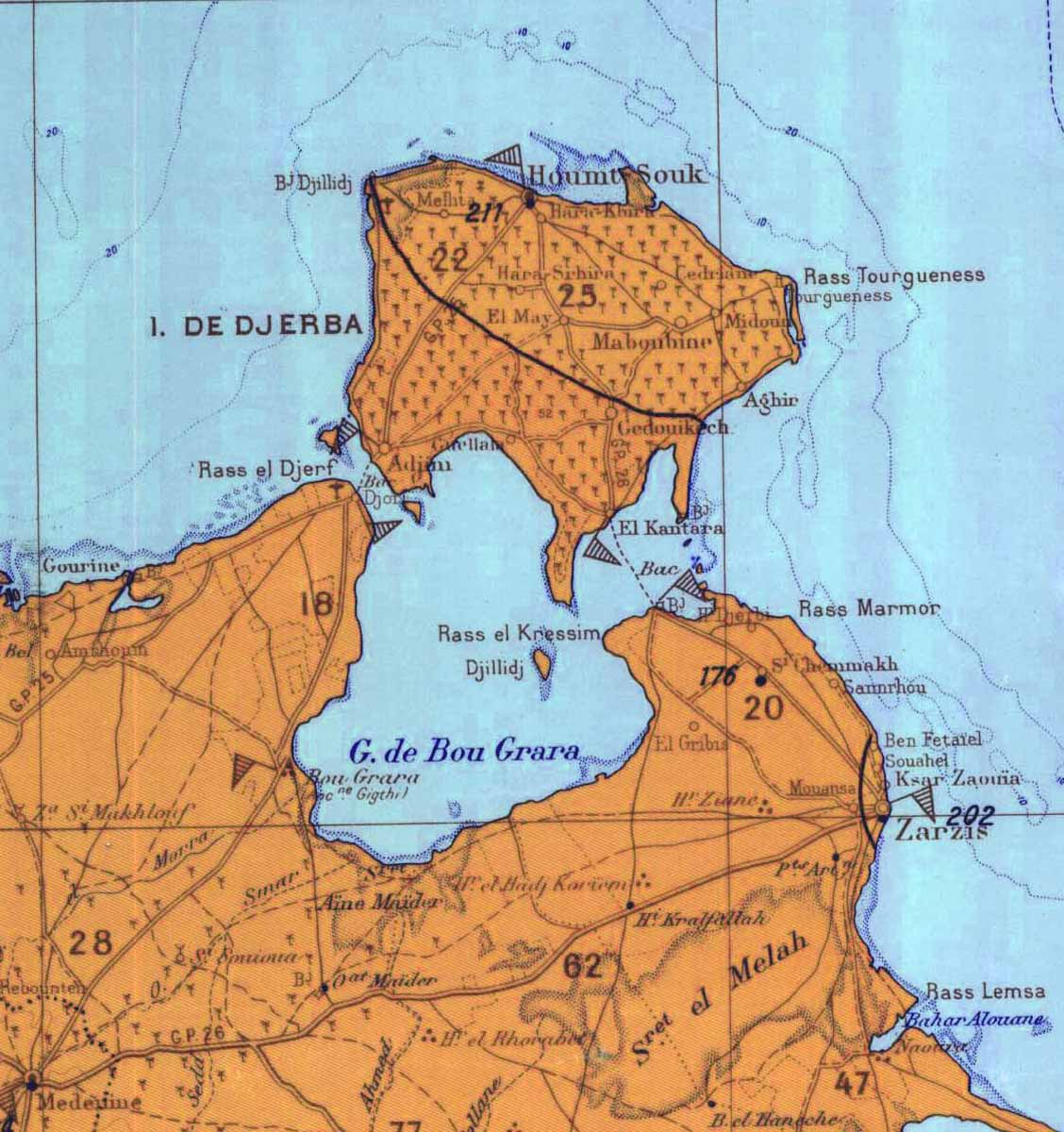
Golfe de Boughrara : carte topographique